# 小白兔电商
《小白兔电商》是一款结合模拟经营和视觉小说的电子游戏，由落叶岛项目组、橘子班制作，NVLMaker发行。

## 游戏背景
数十年前，妖怪和人类开始了贸易。人类的技术与资本大量涌入妖怪世界，妖怪们掌握了人类的文明，学会了人类的技术，并向往人类的社会。后来，人类发起了贸易战，妖怪世界的经济大受打击，妖怪们或破产，或失业。而就在这时，一只不起眼的兔子精偷偷开了家网店卖着自己种的胡萝卜，玩家将作为她的帮手，与她一起经营店铺，迎接各种危机。

## 主要角色
一龙
配音：森中人
男主角，因违法倒卖仙丹被抓获，被迫去兔牙的网店里打工。
兔牙
配音：月夜桥
兔子村的一只兔子精，“小白兔的萝卜店”店长。
喵爷
配音：柳知萧
猫咪精，一龙曾经的生意伙伴，聪明但懒惰。
奶糖
配音：赵爽
兔牙崇拜的人类偶像。在妖怪世界演出，心中却瞧不起妖怪。